# Terralonus
Terralonus es un género de arañas araneomorfas de la familia Salticidae. Se encuentra en Norteamérica.   

## Especies
Según The World Spider Catalog 12.5::
- Terralonus banksi (Roewer, 1951)
- Terralonus californicus (Peckham & Peckham, 1888)
- Terralonus fraternus (Banks, 1932)
- Terralonus mylothrus (Chamberlin, 1925)
- Terralonus shaferi (Gertsch & Riechert, 1976)
- Terralonus unicus (Chamberlin & Gertsch, 1930)
- Terralonus versicolor (Peckham & Peckham, 1909)